# Маяк (Ізюмський район)
Мая́к —  село в Україні, у Барвінківській міській громаді Ізюмського району Харківської області. Населення становить 67 осіб. До 2020 орган місцевого самоврядування — Гусарівська сільська рада.

## Географія
Село Маяк знаходиться на лівому березі річки Сухий Торець, на протилежному березі знаходиться село Новопавлівка, за 2,5 км знаходиться залізнична станція Гусарівка, поруч великий піщаний кар'єр (~ 65 га), до нього підходить залізнична гілка.

## Історія
Раніше село Маяк було частиною села Гусарівка.
12 червня 2020 року, відповідно до Розпорядження Кабінету Міністрів України  № 725-р «Про визначення адміністративних центрів та затвердження територій територіальних громад Харківської області», увійшло до складу Барвінківської міської територіальної громади.
19 липня 2020 року, в результаті адміністративно-територіальної реформи та ліквідації Барвінківського району, село увійшло до складу Ізюмського району.
22 червня 2023 року рішенням №230 Національної комісії зі стандартів державної мови віднесено до списку населених пунктів, які «можуть не відповідати лексичним нормам української мови», зокрема стосуватися «російської імперської чи колоніальної політики». Громаді рекомендовано обґрунтувати доцільність збереження поточної назви або запропонувати нову назву в установленому законодавством порядку.

## Інтернет-посилання
- Погода в селі Гусарівка [Архівовано 23 березня 2016 у Wayback Machine.]